# Blood Bowl
A Blood Bowl egy fantasy társasjáték, amit Jervis Johnson készített az angol Games Workshop játékgyártó cég számára. A játék az amerikai futball egyfajta paródiája. 1987-ben adták ki először a játékot, és azóta több új kiadása is megjelent. A Blood Bowl a Warhammer Fantasy egy változataként olyan hagyományos fantasy elemekkel dolgozik mint a goblinok, törpök, elfek, orkok és trollok.
A játék szabályait a Competition Rules Pack (vagy röviden CRP) tartalmazza, amit a thenaf.net rajongói oldalon lehet megtalálni.

## Játékmenet

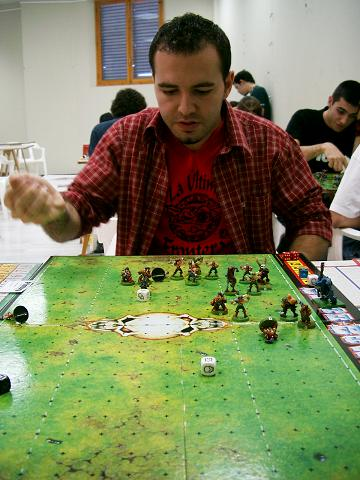
Férfi játék közben

A Blood Bowl társasjátékot ketten játszhatják, körökre osztott rendszerben, és általában minifigurákat használnak a játékosok jelölésére a pályán. A négyzetrácsos tábla reprezentálja a pályát. A játékban dobókockát, kártyákat és számlálókat kell használni a játékosoknak, hogy a másik játékosnál magasabb pontszámot érjenek el azáltal, hogy a labdát az ellenfél end zone-jába juttatják.
A Blood Bowl vagy Vérfoci nevében a Blood/Vér arra utal, hogy a játékosok erőszakos akciókat is bevethetnek egymás ellen. A játékmenet az amerikai futball és a rögbi keverékén alapul. A játékosok megpróbálhatják megsebezni az ellenfeleket, hogy így könnyítsék meg a pontszerzést azzal, hogy kevesebb ellenfél marad a pályán a sérülés után.
A játékosok a fantasy világ lényeiből kerülnek ki, és a jellemzőik is ezeknek a fantasy lények tulajdonságainak felelnek meg. Például az elfek inkább agilisak és jók a pontszerzésben, míg a törpöknek és az orkoknak a fizikai képességeik a jobbak.

## Szabályok
A csapatok 11-16 játékosból állnak. Egyszerre 11 játékos tartózkodhat a pályán. Minden játékost egy minifigura jelképez, és minden játékos rendelkezik statisztikával és képességekkel, amelyek befolyásolják, hogy az adott játékos mire képes a pályán. Négy játékosstatisztika van:
- MA (Move Allowance) azt jelzi, hogy a játékos milyen gyors.
- ST (Strength) azt jelzi, hogy a játékosnak milyenek a harci képességei.
- AG (Agility) azt jelzi, hogy a játékos labdakezelése mennyire jó.
- AV (Armor Value) azt jelzi, hogy a játékost milyen nehéz megsebezni.

Ezenfelül a játékosoknak vannak speciális képességeik is. A leggyakrabban használtak a Block, a Dodge, aSure Hands, a Pass és a Catch. Ezek a képességek nem feltétlenül azt jelentik, hogy a megfelelő akciót végre is tudja hajtani a játékos, de előnyt fog élvezni a végrehajtása során.
Az edzők minden egyes körben minden játékosukkal végrehajttathatnak egy akciót.
- Move - a játékos az üres négyzeteken mozoghat a pályáns (az ellenfél játékosai megpróbálhatják elgáncsolni a játékost, ha közel megy hozzájuk).
- Block - harc egy szomszédos négyzeten álló ellenféllel.

Ezenfelül a következő négy akciót hajthatja végre egy játékos egy körben:
- Blitz - Move és azután Block akció (vagy fordítva: Block és azután Move).
- Foul - Move akció és azután szabálytalanság elkövetése egy szomszédos négyzeten, a földön fekvő ellenféllel szemben (vagy csak a szabálytalanság a földön fekvő ellenféllel szemben).
- Pass - Move akció és azután a labda dobása (vagy csak önmagában a labda eldobása).
- Hand-Off - Move akció és azután a labda átadása a szomszédos négyzeten álló játékosnak (vagy csak a labda átadása a szomszédos négyzeten álló játékosnak).

Bizonyos képességek lehetővé tesznek speciális akciókat is.
Ha a játékos akciója nem sikerül, akkor az egész csapat köre azonnal véget ér (néhány kivételes esettől eltekintve). 

## Története
A Blood Bowl és annak szabályrendszere számos táblás és elektronikus kiadás verzióin keresztül fejlődött.

### Az első kiadás
Az 1986-ban kiadott első Blood Bowl még egy egyszerű játék volt, amely a Games Workshop korábbi táblás játékainak sok elemét felhasználta. A játékosokat az első kiadás dobozában még arcképes kártyalapok jelölték. A Citadel Miniatures hozott forgalomba fémből készült figurákat később ehhez a kiadáshoz.
Ennek a kiadásnak a pályája még hat, egymással érintkező részből állt, ahova a kártyákat lehetett rakni, és ahol a négyzeteket fehér vonalak jelölték.

### A második kiadás
A Blood Bowl 1988-ban megjelent második kiadása jelentette ez elmozdulást a Games Workshop korábbi táblás játékainak mechanizmusától a kicsit brutálisabb sport-orientált játékhoz. Ez a játék már műagyag figurákat tartalmazott, amelyek orkokat és embereket jelképeztek, illetve a Citedel Miniatures újabb fémből készült figurákat hozott forgalomba a többi fajhoz.
Ennek a kiadásnak a pályája három darab vastag, szürke műanyag lapból állt, amelyeken rovátkák jelölték a négyzeteket.

## Számítógépes játékok
A Games Workshop először még 1990-ben jelentette be, hogy számítógépes játékként is ki fogja adni az általa fejlesztett játékokat, beleértve a Blood Bowl játékot is, amit a Tynesoft nevű angol cég készített volna el. Azonban a Tynesoft még azelőtt csődbe ment, hogy a játékot kiadták volna.
1995-ben a Blood Bowl MS-DOS verzióját elkészítette a Strategic Simulations, Inc.. Ezt a verziót a MicroLeague adta ki.
2004-ben, a francia Cyanide Studios kifejlesztett egy Chaos League nevű játékot (majd később ennek egy továbbfejlesztését Chaos League : Sudden Death címmel), ami nagyon nagy hasonlóságot mutatott a Blood Bowl játékkal stílusában és szabályaiban, azonban a Blood Bowllal ellentétben nem körökre osztott, hanem real-time játék volt.
A Games Workshop pert indított a hasonlóságok miatt, azonban később bejelentették, hogy a Cyanide Studios megkapta a jogot arra, hogy elkészítse a Blood Bowl számítógépes verzióját, és hogy a nézeteltéréseiket peren kívül rendezték, és a megállapodásuk részeként a Chaos League cím a Games Workshop tulajdonába került. Ez a megegyezés vezetett ahhoz, hogy a Cyanide kiadta a Blood Bowl hivatalos verzióját Windowsra 2009. június 26-án (amely már támogatta mind a "klasszikus" körökre osztott, mind pedig az új real-time játékmódot). 
2007 november 14-én bejelentették a Nintendo DS, PlayStation Portable és Xbox 360 verziókat, amelyek nem sokkal később meg is jelentek. Ezek a játékok is követték az akkori táblás játék szabályait.
2010 október 28-án a Cyanide Studios kiadta a Blood Bowl Legendary Edition verzióját, azonban csak PC-re. A játék átdolgozott felhasználói felületet, új menürendszert és sok új fajt tartalmaz, így a fajok száma 20-ra emelkedett. A 2012 októberében kiadott Chaos Edition további három fajjal bővíti a listát: Underworld, Chaos Dwarf és Khorne. A Cyanide Studios ugyanebben az évben kiadta a Dungeonbowl adaptációját is. A folytatást, Blood Bowl II néven 2014-re tervezik megjelentetni.

## Külső hivatkozások
- Blood Bowl rulebook
- Blood Bowl Tactics